# Plaque Burney
Pour les articles homonymes, voir Burney.

Tentative de restitution de la polychromie d'origine de la plaque

La plaque Burney, appelée aussi en anglais The Queen of the Night (la Reine de la Nuit), est une plaque de terre cuite datée de la période paléo-babylonienne, (entre 1792 et 1750 av. J.-C. sous le règne du roi Hammurabi). Elle représente une déesse en haut-relief. Il fut suggéré qu'il pourrait s'agir d'une représentation de Lilith, mais cette hypothèse fut repoussée par plusieurs spécialistes au profit de celle avançant qu'il s'agit d'une représentation de la déesse Ishtar, Ereshkigal ou Inanna. Elle est conservée au British Museum.

## Description
La déesse était à l'origine peinte en rouge. Elle porte une coiffe ornée de quatre rangs de cornes et tient dans chaque main un bâton et anneau de justice, symbole de la divinité. Ses ailes, originellement peintes de rouge, noir et blanc, sont déployées derrière elle et ses jambes sont terminées en pattes de hibou. Elle se tient sur le dos de deux lions et est flanquée de deux chouettes.

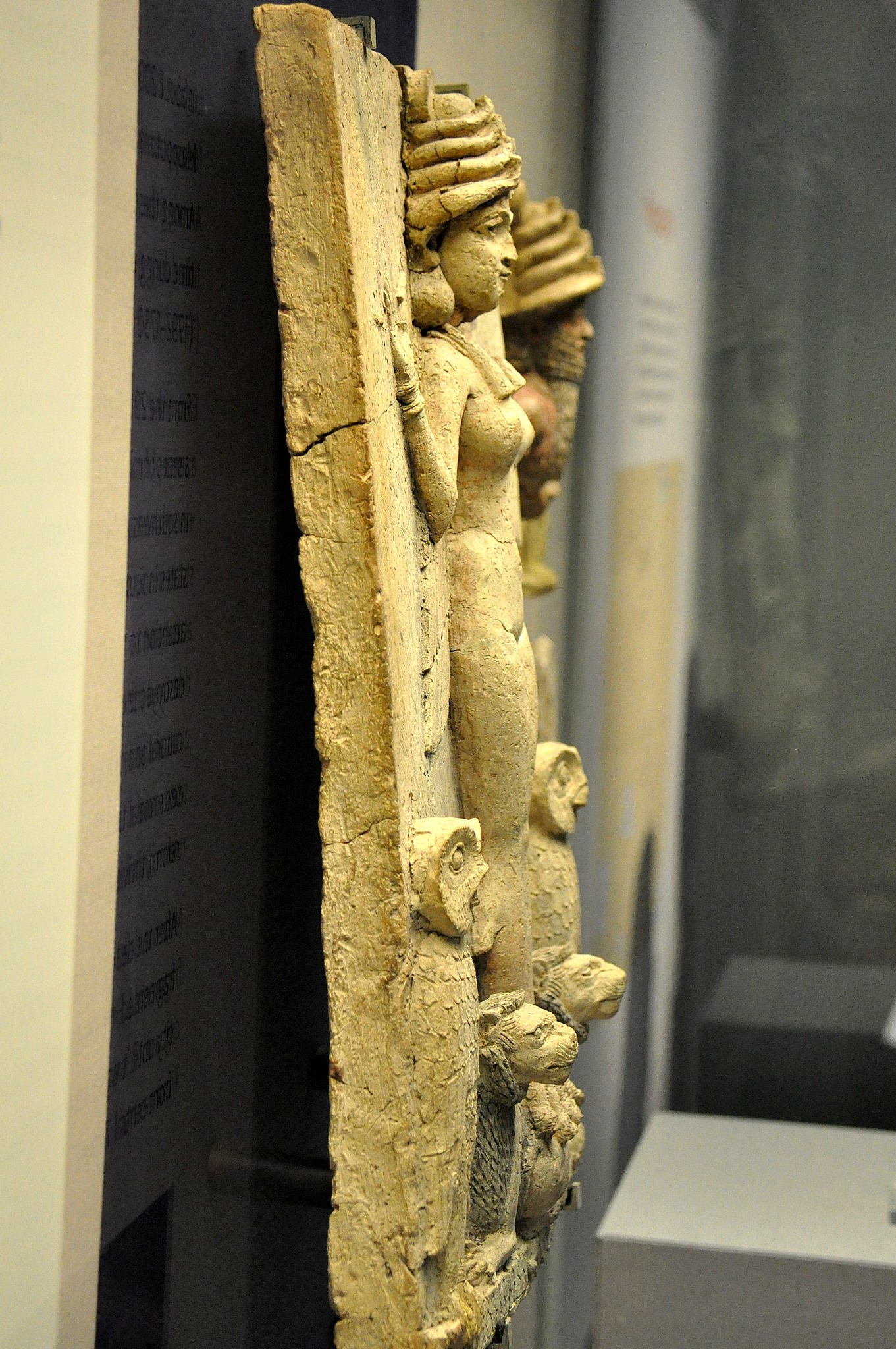
Vue latérale permettent d'apprécier le relief du motif

Dimensions
- Hauteur : 49,5 cm.
- Largeur : 37 cm.
- Vue latérale permettent d'apprécier le relief du motifProfondeur : 4,8 cm

## Provenance
La plaque était en possession d'un négociant syrien qui l'aurait acquise en 1924 au Sud de l'Irak. Elle a été expertisée en 1933 par l'archéologue écossais Harold Plenderleith. Cependant en 1935, le British Museum en décline l'achat et c'est l'antiquaire londonien Sydney Burney (en) qui l'achète. Elle passe ensuite dans la collection de Norman Colville et est achetée par un Japonais, mais elle reste en dépôt au British Museum, le gouvernement britannique refusant l'autorisation d'exportation. Elle est finalement achetée en 2003 par le British Museum.